# Thomas Nadalini
Thomas Nadalini (* 2. Mai 2002 in Trient) ist ein italienischer Shorttracker.

## Werdegang
Nadalini, der für die G.S. Fiamme Oro startet, trat international erstmals bei den Olympischen Jugend-Winterspielen 2020 in Lausanne in Erscheinung und wurde dabei Zehnter über 1000 m, Achter über 500 m sowie gewann mit der Mixed-Staffel die Bronzemedaille. Bei den nachfolgenden Juniorenweltmeisterschaften 2020 in Bormio lief er auf den 22. Platz über 1000 m, auf den 15. Rang über 500 m sowie auf den fünften Platz mit der Staffel und bei den Juniorenweltmeisterschaften im Eisschnelllauf 2020 in Tomaszów Mazowiecki auf den 36. Platz über 1000 m, auf den 35. Rang über 1500 m, auf den 33. Platz über 500 m sowie auf den 21. Platz im Massenstart. In der Saison 2021/22 nahm er in Nagoya erstmals am Shorttrack-Weltcup teil, wobei er den 23. Platz über 500 m errang, und belegte bei den Weltmeisterschaften 2022 in Montreal den 13. Platz im Mehrkampf. In der folgenden Saison holte er in Dresden mit der Mixed-Staffel seinen ersten Weltcupsieg und bei den Europameisterschaften 2023 in Danzig die Bronzemedaille mit der Mixed-Staffel sowie die Silbermedaille mit der Staffel. Zudem kam er dort auf den 14. Platz über 500 m und auf den 11. Rang über 1000 m. Beim Saisonhöhepunkt, den Weltmeisterschaften 2023 in Seoul, belegte er den 51. Platz über 1000 m sowie den 29. Rang über 500 m und gewann mit der Staffel die Silbermedaille.
Nach zwei zweiten Plätzen und einem dritten Platz im Weltcup mit der Mixed-Staffel zu Beginn der Saison 2023/24, wurde Nadalini bei den Europameisterschaften 2024 in Danzig Zehnter über 500 m, Siebter mit der Staffel sowie Vierter mit der Mixed-Staffel und kam bei den Weltmeisterschaften 2024 in Rotterdam auf den 26. Platz über 500 m sowie auf den neunten Rang mit der Staffel. In der Saison 2024/25 erreichte er den siebten Platz im Weltcup über 1500 m und lief in Montreal auf den dritten Platz mit der Staffel sowie in Tilburg auf den dritten Platz mit der Staffel und auf den zweiten Rang mit der Mixed-Staffel. Zudem siegte er in Mailand mit der Staffel und gewann bei den Europameisterschaften 2025 in Dresden die Goldmedaille mit der Staffel. Außerdem belegte er dort den 45. Platz über 1000 m, den zehnten Rang über 500 m und jeweils den vierten Platz mit der Mixed-Staffel und über 1500 m. Beim Saisonhöhepunkt, den Weltmeisterschaften 2025 in Peking, belegte er den 56. Platz über 500 m, den 13. Rang über 1000 m und den zehnten Platz mit der Staffel. Mit der Mixed-Staffel holte er dort die Silbermedaille.

## Erfolge

### Weltmeisterschaften
- 2022 Montreal: 8. Platz 1000 m, 13. Platz Mehrkampf, 15. Platz 500 m, 22. Platz 1500 m
- 2023 Seoul: 2. Platz Staffel, 29. Platz 500 m, 51. Platz 1000 m
- 2024 Rotterdam: 9. Platz Staffel, 26. Platz 500 m
- 2025 Peking: 2. Platz Mixed-Staffel, 10. Platz Staffel, 13. Platz 1000 m, 56. Platz 500 m

### Europameisterschaften
- 2023 Danzig: 2. Platz Staffel, 3. Platz Mixed-Staffel, 11. Platz 1000 m, 14. Platz 500 m
- 2024 Danzig: 4. Platz Mixed-Staffel, 7. Platz Staffel, 10. Platz 500 m
- 2025 Dresden: 1. Platz Staffel, 4. Platz Mixed-Staffel, 4. Platz 1500 m, 10. Platz 500 m, 45. Platz 1000 m

### Platzierungen im Weltcup

#### Weltcupsiege im Team
| Nr. | Datum            | Ort       |
| --- | ---------------- | --------- |
| 1.  | 4. März 2023     | Dresden 1 |
| 2.  | 16. Februar 2025 | Mailand 2 |

#### Weltcup-Gesamtplatzierungen
| Saison  | Gesamt | Gesamt | 500 m  | 500 m | 1000 m | 1000 m | 1500 m | 1500 m |
| Saison  | Punkte | Platz  | Punkte | Platz | Punkte | Platz  | Punkte | Platz  |
| ------- | ------ | ------ | ------ | ----- | ------ | ------ | ------ | ------ |
| 2021/22 | -      | -      | 87     | 42.   | -      | -      | -      | -      |
| 2022/23 | 83     | 50.    | 22     | 37.   | 49     | 35.    | 12     | 54.    |
| 2023/24 | 157    | 40.    | 74     | 24.   | 78     | 26.    | 5      | 63.    |
| 2024/25 | 348    | 13.    | 102    | 15.   | 84     | 16.    | 156    | 7.     |

### Persönliche Bestzeiten
| Distanz | Zeit         | Datum            | Ort      |
| ------- | ------------ | ---------------- | -------- |
| 500 m   | 40,335 s     | 7. Dezember 2024 | Peking   |
| 1000 m  | 1:23,855 min | 3. November 2024 | Montreal |
| 1500 m  | 2:12,012 min | 26. Oktober 2024 | Montreal |